# Мунхбатын Уранцэцэг
Мунхбатын Уранцэцэг (монг. Мөнхбатын Уранцэцэг, род. 14 марта 1990, Баян-Овоо, Баянхонгор) — монгольская дзюдоистка и самбистка, чемпионка мира и Азии. Заслуженная спортсменка Монголии. Бронзовый призёр Олимпийских игр 2020 в Токио.

## Биография
Родилась в 1990 году в сомоне Баян-Овоо аймака Баянхонгор. В 2009 году завоевала бронзовую медаль чемпионата Азии по дзюдо. В 2010 году выиграла чемпионат мира по самбо. В 2012 году стала чемпионкой Азии по дзюдо, но на Олимпийских играх в Лондоне была лишь 7-й. В 2013 году стала чемпионкой мира по дзюдо, а также завоевала бронзовые медали чемпионата Азии и Всемирных игр единоборств «Спорт-Аккорд». В 2014 году завоевала золотую медаль Азиатских игр.
В 2016 году Мунхбатын Уранцэцэг приняла участие в летних Олимпийских играх в Рио-де-Жанейро. На соревнованиях в весовой категории до 48 кг монгольская спортсменка была посеяна под первым номером, благодаря чему стартовала сразу с 1/8 финала. В первом поединке Уранцэцэг уверенно победила француженку Летицию Пайе, однако в четвертьфинале уступила бронзовой медалистке чемпионата мира 2015 года кореянке Чон Богён. В полуфинале утешительного турнира Уранцэцэг одолела действующую олимпийскую чемпионку и хозяйку соревнований Сару Менезес. В поединке за бронзу соперницей Мунхбатын стала японка Ами Кондо. Судьбу поединка решило всего одно действие. На последней секунде схватки японская дзюдоистка успешно провела приём Суми Отоси и стала обладательницей бронзовой награды.
В 2017 году Уранцэцэг вновь стала чемпионкой мира. На Азиатских играх 2018 года стала обладательницей бронзовой медали. На предолимпийском чемпионате мира 2019 года, который проходил в Токио завоевала бронзовую медаль, победив в поединке за бронзу французскую спортсменку Мелани Клеман.
В июне 2021 года на чемпионате мира, который состоялся в столице Венгрии, в Будапеште, монгольская спортсменка завоевала бронзовую медаль в весовой категории до 48 кг, победив в схватке за 3-е место спортсменку из Косово Дистрию Красники.
В первый день соревнований на летних Олимпийских играх в Токио, в весовой категории до 48 кг, монголка завоевала бронзовую медаль Олимпиады, в схватке за третье место победив спортсменку из Португалии Катарину Косту.